# Neodexiospira brasiliensis
Neodexiospira brasiliensis är en ringmaskart som först beskrevs av Grube 1872.  Neodexiospira brasiliensis ingår i släktet Neodexiospira och familjen Serpulidae. Arten har ej påträffats i Sverige. Inga underarter finns listade i Catalogue of Life.